# Adela Úcar
Adela Úcar Innerarity (* 1980 in Bilbao) ist eine spanische Journalistin und Fernsehmoderatorin.
Sie studierte Kommunikationswissenschaften an der Universität Navarra (und ein postgraduales Studium an der Universität Melbourne).

## Ehrungen/Preis
- Discovery Networks Asia, Singapur, 2003[1]

## Fernsehsendungen
- Lonely Planet (Discovery Channel, 2007)
- Españoles en el mundo (TVE 1)
- Mucho Viaje (La 2)
- 21 días (Cuatro, 2009–2011)
- Globe Trekker (PBS, 2012)